# Солнечная долина (Томск)

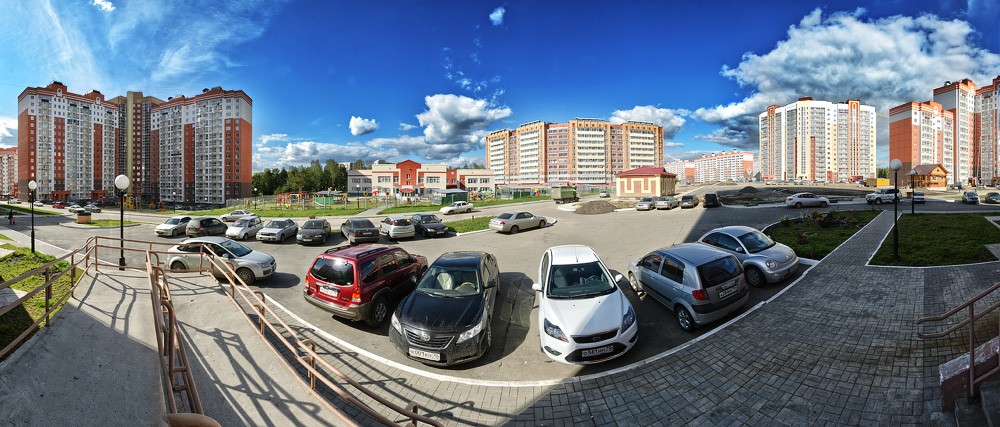
Микрорайон «Подсолнухи» по состоянию на август 2011 года

Солнечная долина — крупнейший комплекс проектируемых и построенных жилых микрорайонов в Октябрьском районе города Томска. Строительство ведёт Томская домостроительная компания в рамках приоритетного национального проекта «Доступное и комфортное жилье».
На территории в 264 га предполагается строительство 9 микрорайонов со всей транспортной, коммунальной, дорожной и социальной инфраструктурой суммарной площадью более 1 млн м². Строительство жилого комплекса ведётся с 2008 года, окончание по последним сведениям запланировано на 2018 год.
Планируемое население района — 130 тысяч человек. Объём инвестиций в проект — 54 млрд рублей.
Из 9 микрорайонов, составляющих «Солнечную долину», начата работа в шести. Введено в эксплуатацию 260 тыс. м² жилья.
До конца 2013 года планируется ввести в строй 100 тысяч м² жилья, построить школу и 2 детских сада, в 2014 г. — ещё один детский сад.

## Микрорайоны

### «Подсолнухи»

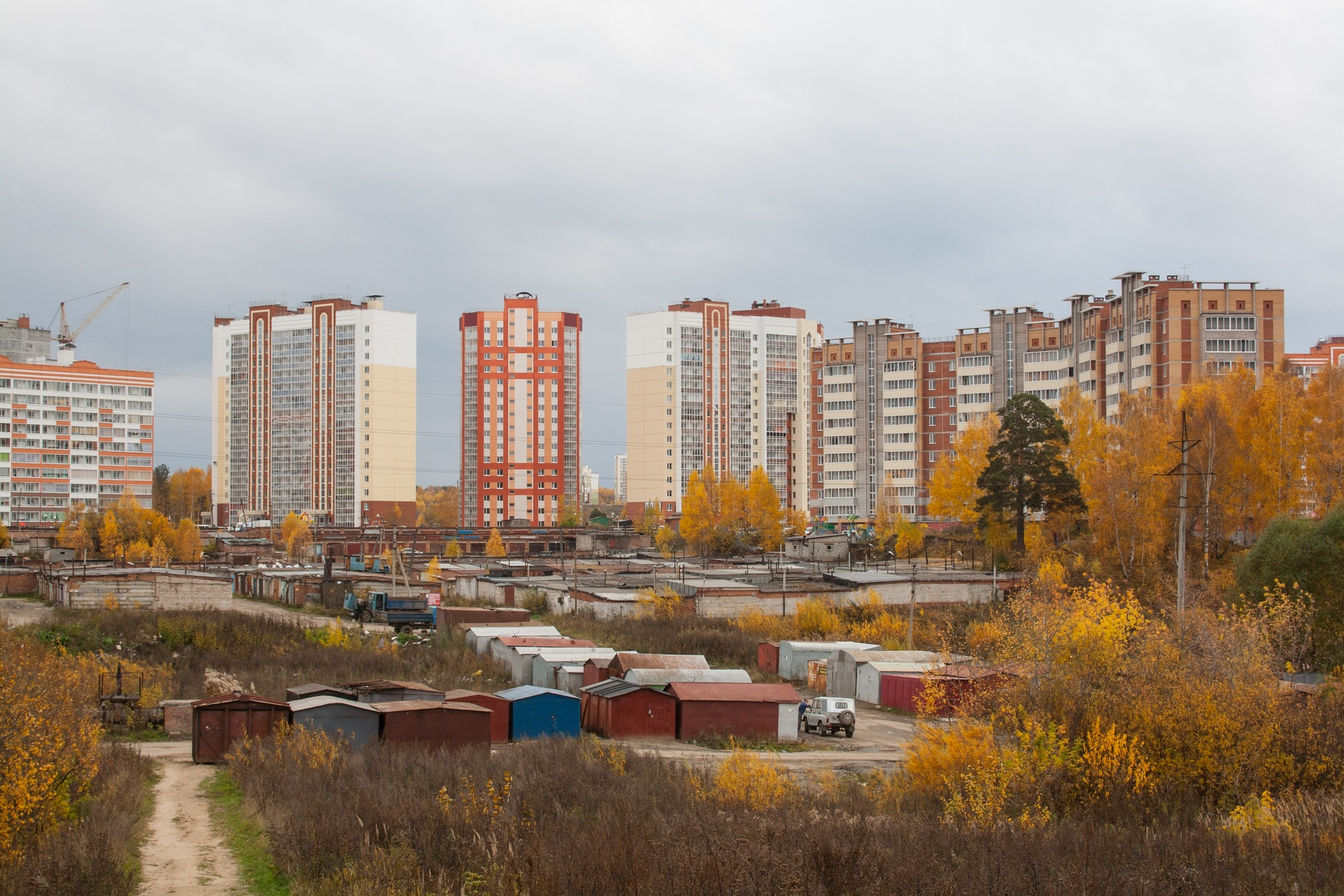

Визуальные решения застройки микрорайона «Подсолнухи»

«Подсолнухи» — первый начатый в рамках реализации строительной программы микрорайон. Проектом предусмотрена жилая застройка 17-этажными монолитными и 10-15-этажными крупнопанельными зданиями 75-й серии. Помимо жилой застройки предусмотрено строительство двух садов-яслей (один из которых сдан), многоуровневой автостоянки и многофункционального общественного комплекса.
Первые объекты были сданы в 2009 году, в данный момент строительство находятся на завершающей стадии строительства.
По состоянию на июнь 2012 года в микрорайоне построено 11 домов, начато строительство ещё одного, а также на завершающем этапе находится строительство торгового центра.

### «Зелёные горки» (Микрорайон № 9)

План застройки мкрн. Зеленые горки

Планируемая площадь микрорайона — 21 га. Проектом предусмотрена жилая постройка 17-ти жилых домов переменной этажности от 9 до 17 с использованием различных технологий строительства.
Как ожидается, на территорий микрорайона будут введено в строй 200 тысяч м² жилья, рассчитанного на проживание 8600 человек.
План застройки включает возведение административно-жилого комплекса площадью 70 тысяч м² (в них планируется размещение международного конгресс-центра), в центре микрорайона предусмотрено строительство трёх 17-этажных зданий, объединённых общей композицией. Так же планируется строительство зон для детских игр, школы, парковок, аквапарка, бассейна, торгового комплекса и т. д. Должны быть возведены два детских сада с впервые примененной в России технологией геотермального отопления и «A» классом энергоэффективности.

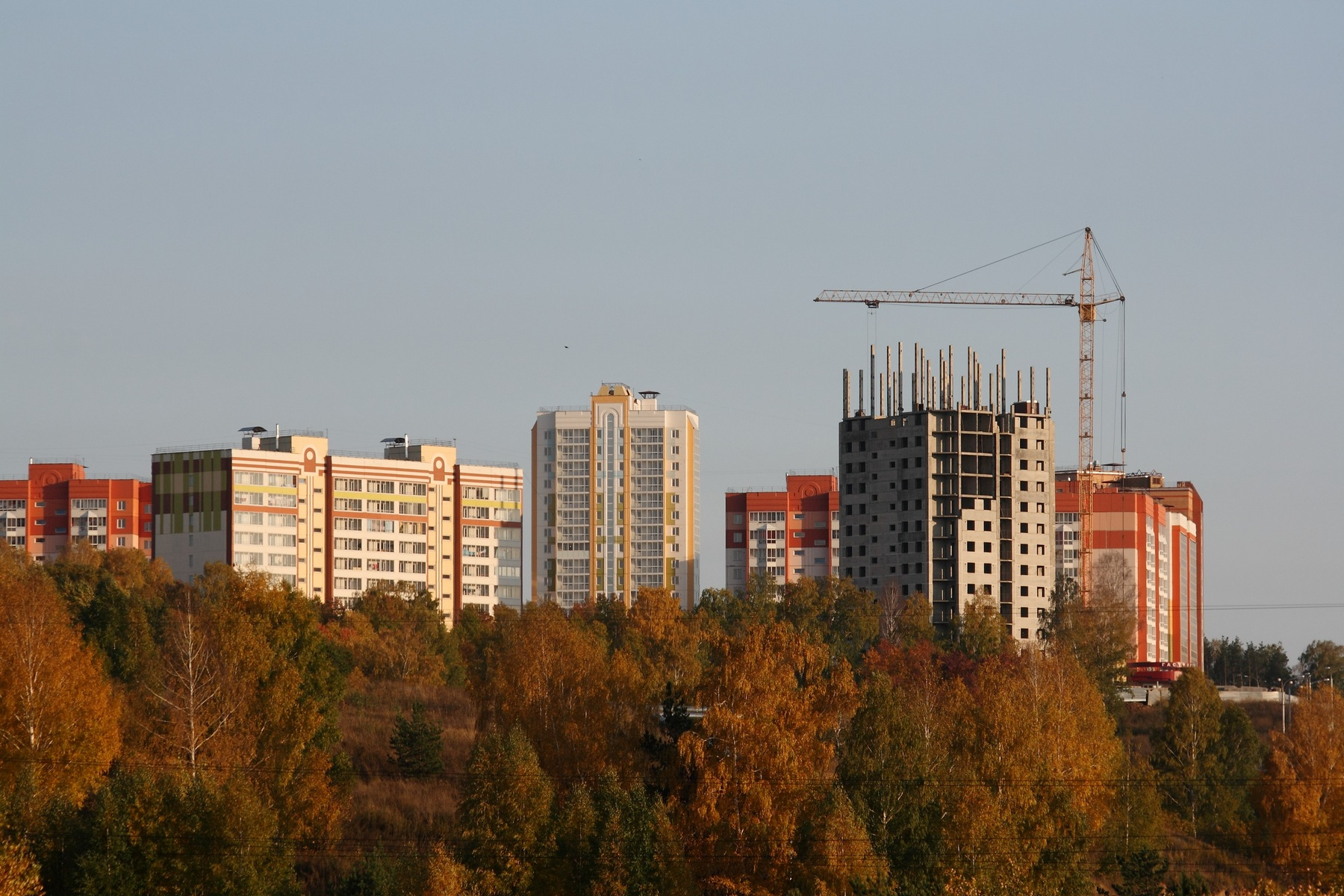
Зелёные горки

По состоянию на июнь 2012 года в микрорайоне построено 7 домов, введен в эксплуатацию детский сад. Продолжается работа по строительству ещё 6 домов, а также возведению бассейна. Ведется разработка проектной документации на строительство школы, второго детского сада, а также административно-торгового центра.
В 2013 году будут построены школа и детский сад.
В 2021 году проведут строительство гостиницы.
В 2024 году было начато строительство жилого комплекса Энтузиастов, вместо торгового центра .Также строится поликлиника.

### Микрорайон № 5
Предполагается застройка существующего микрорайона «Солнечный» панельными домами переменной этажности от 9 до 10 с комплексной социальной инфраструктурой, благоустройством и озеленением квартала. Проектом запланировано строительство 13-ти домов, рассчитанное на проживание 4084 человека.

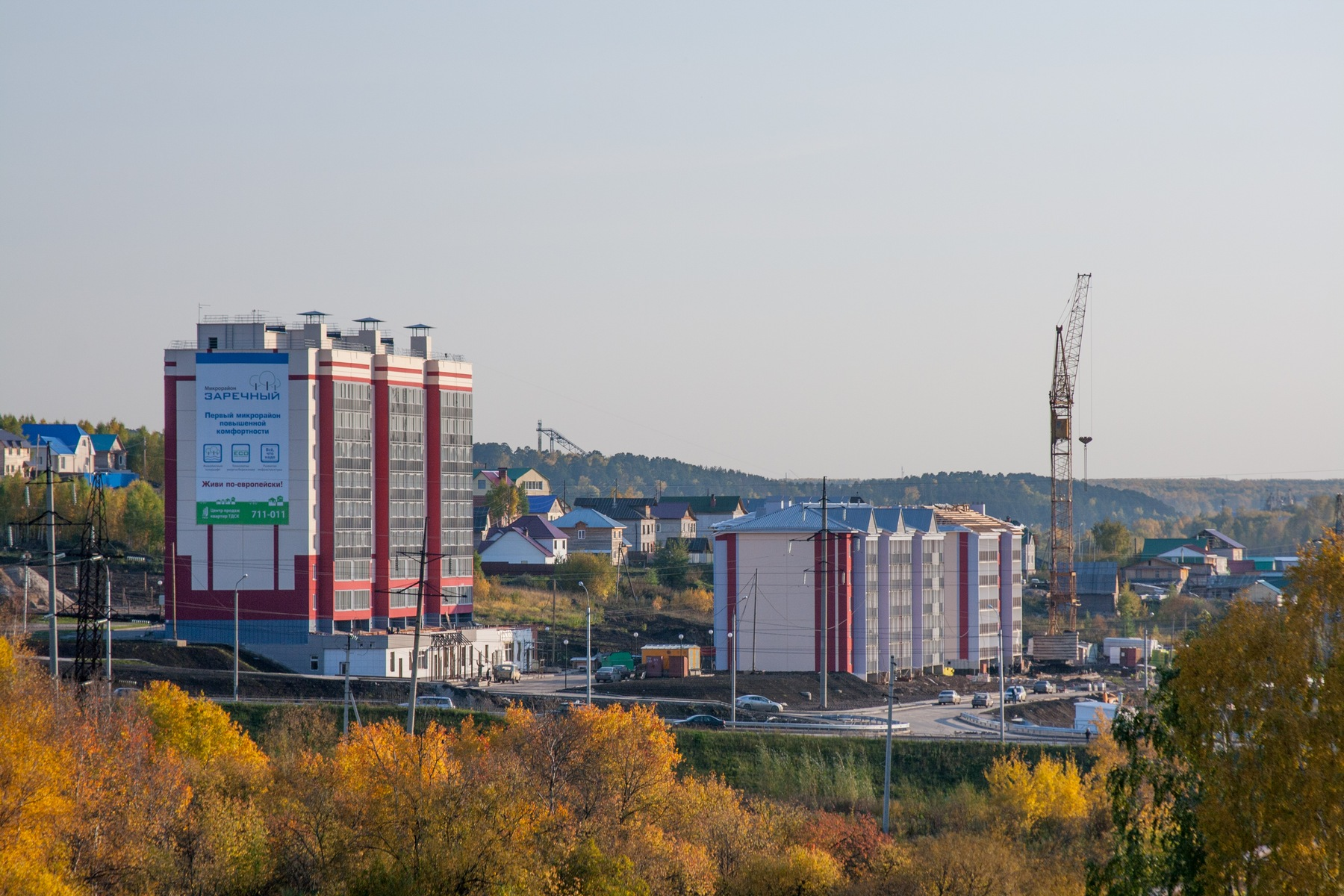
Заречный

### «Заречный» (Микрорайон № 7)
Проектом предусмотрена застройка жилых зданий переменной этажности от 5 до 10, детских площадок и зон отдыха.
По состоянию на сентябрь 2012 года в микрорайоне начато строительство первого 9-этажного и двух 5-этажных панельных домов. При этом ещё один 5-этажный дом был возведён всего за месяц (в мае), к концу 2012 года планируется ввести его в эксплуатацию.
Микрорайон вошёл в программу возведения новых детских садов в Томске в 2013 году. Детский сад построен в 2013 году.